# Klods Hans
Klods Hans (Nederlands: Domme Hans of Hans de sukkel) is een compositie van de Deen Knudåge Riisager.
Riisager rondde deze concertouverture af op 17 juli 1929. Riisager vermeldde dat het geen programmamuziek betrof over deze figuur uit het gelijknamige avontuur van Hans Christian Andersen, maar een vrij interpretatie van de sfeer van het werk. Klods Hans is een daarbij wat onhandig (klods), sullig persoon, die alles (in dit geval een prinses) overwint.
De première van het werk werd gegeven door Launy Grøndahl met het Deens Radio Symfonieorkest op 2 april 1930, de 125e verjaardag van de geboortedag van Andersen.